# 多治比嶋
多治比 嶋（たじひ の しま）は、飛鳥時代の公卿。名は志麻・志摩とも。宣化天皇の4世孫（玄孫）にあたる。摂津大夫・多治比古王（丹比麻呂）の子。姓は公のち真人。官位は正二位・左大臣。

## 経歴
推古朝に生まれたとされるが、歴史の表舞台への登場は遅く、天武朝の天武天皇11年（682年）頃であった。天武天皇13年（684年）の八色の姓制度においては、天皇家にもその血統が伝わっていた（天武天皇の高祖母の石姫皇女は宣化天皇皇女で、嶋にとっては曾祖叔母にあたる）、宣化天皇の直系子孫である嶋も最高位の真人の姓を賜与された。
天武天皇は大臣を置かない皇親政治を執っていたが、天武天皇の崩御後、持統天皇4年（690年）に皇后の鸕野讚良皇女が称制を経て持統天皇として即位すると、嶋も壬申の乱で罰せられた中臣金以来空職となっていた右大臣に昇進する。臣下では太政大臣の高市皇子に次いで高い地位につき、持統天皇11年（696年）の皇子薨去により、臣下最高位となる。文武元年（697年）左大臣に任官、大宝元年（701年）に正二位に叙されたが、間もなく薨御した。大宝律令が完成する直前の事であった。
竹取物語に登場する、かぐや姫に求婚する貴族達の一人、石作皇子はこの嶋がモデルと言われている。また中西進は、嶋は歴史に名高い宮廷歌人・柿本人麻呂のパトロンだったのではないかと主張していた。
同年初めに薨去した大納言・大伴御行の後を追う形となった嶋の後は、阿倍御主人がしばらく臣下最高位（右大臣）となったが、彼も間もなく薨御し、嶋の次に左大臣に出世した石上麻呂も、平城京遷都においては藤原京の留守役を押し付けられるなど天武朝から活躍していた老臣達は次々と姿を消し、藤原不比等が藤原氏最初の黄金時代を築く事となる（なお、息子の池守は長屋王の変では不比等の息子達である藤原四兄弟と組んで、王を排斥している）。

## 系譜
- 父：多治比古王（丹比麻呂）
- 母：大伴比羅夫の娘
  - 同母弟：多治比三宅麻呂
  - 同母弟：多治比夜部
- 妻：紀大人の娘
  - 長男：多治比池守（661年 - 730年）
- 妻：家原音那[1]
- 生母不明の子女
  - 男子：多治比水守（665年 - 711年）
  - 男子：多治比縣守（668年 - 737年）
  - 男子：多治比広成（? - 739年）
  - 男子：多治比広足（681年 - 760年）
  - 女子：多治比阿伎良（? - 743年） - 中臣意美麻呂室

多治比氏は奈良時代においては子の池守も大納言に昇進する等、中流貴族として栄え、平安時代以降は衰退したが、島の玄孫の真宗は桓武天皇との間に葛原親王を儲け、桓武平氏にもその血統を伝えた。また、鎌倉時代に活躍した武蔵七党の内、丹党は多治比氏の後裔を称した。

### 系図
継体天皇 - 宣化天皇 - 上殖葉皇子 - 十市王 - 多治比古王 - 多治比嶋